# 横浜光音座
横浜光音座（よこはまこうおんざ）は、神奈川県横浜市中区宮川町2－59にある映画館（成人映画館）。ゲイポルノ映画専門の横浜光音座1とピンク映画専門の横浜光音座2からなる。

## 沿革

### 初代建物時代
1955年（昭和30年）版の『全国映画館総覧』によると1947年（昭和22年）1月設立とされる。1955年（昭和30年）時点の経営者は暁興行、支配人は小林慎一であり、東宝と新東宝の上映館だった。
1950年代後半、大蔵映画が成人映画を自社で製作するようになった時期に大蔵映画直営館となった。『映画便覧』では1957年（昭和32年）版の経営者が鮫島龍蔵だったが、1958年（昭和33年）版の経営者は大蔵美代子となっている。当初より「光音座1」がゲイポルノ映画専門館、「光音座2」がピンク映画専門館だった 。初代の建物は桜木町駅や日ノ出町駅から延びる野毛大通り沿いに入口があった。

### 2代目建物時代
1989年（平成元年）1月10日に改築工事に着工し、同年4月29日にリニューアルオープンした。この際に野毛大通りから入った横道に入口を付け替えた。大蔵映画公式サイトでは1989年（平成元年）を開業年としている。

## 特色

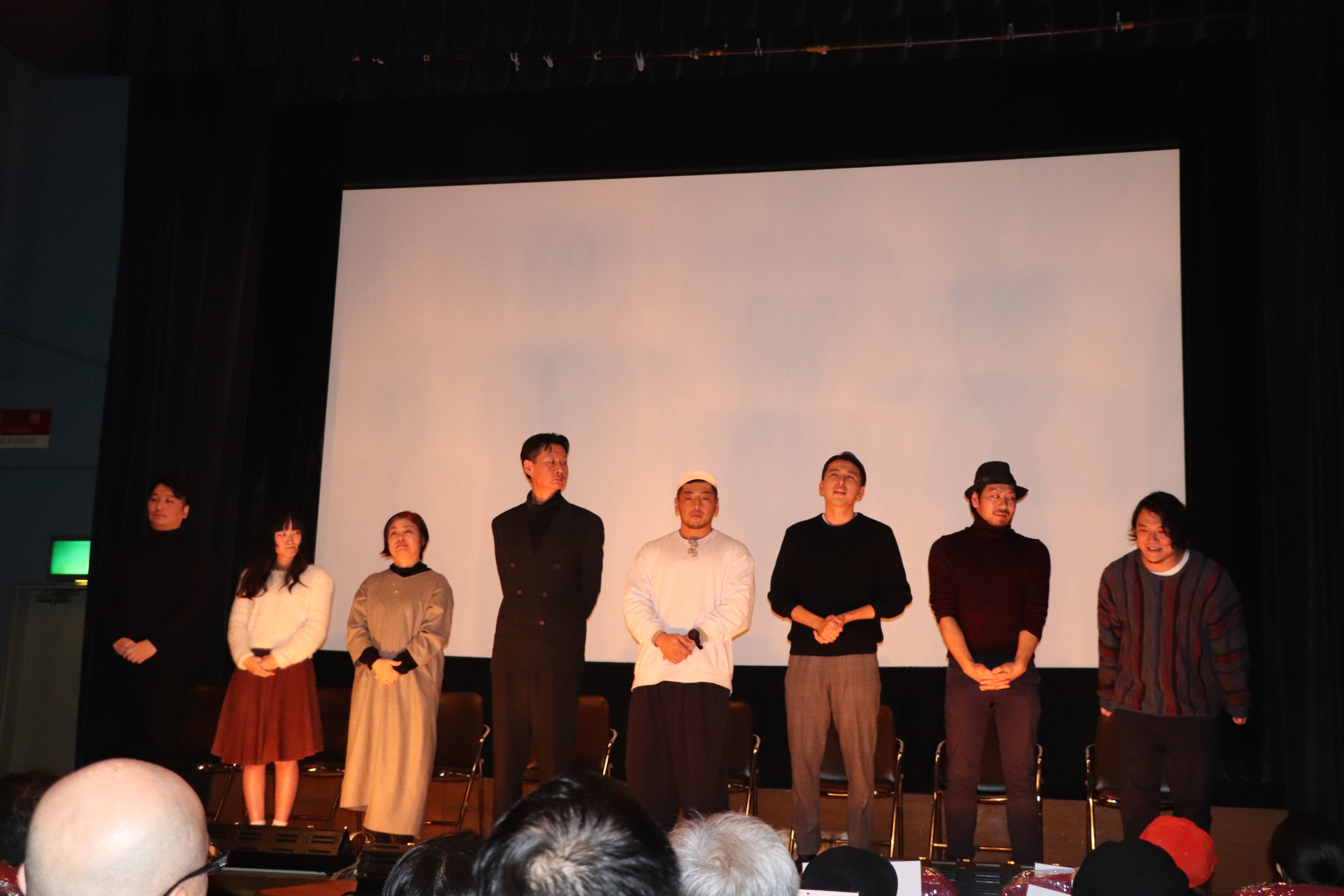
『強がりカポナータ』舞台挨拶（2020年）

映画館1、2はロビーでつながっているが、カウンター、券売機を挟み男湯、女湯のような構造になっており、基本的に行き来はできない。また公式サイトも別々となっている。カーテンや衝立などで観客のプライバシーに配慮している。
一般的な映画館と異なり、両スクリーンとも入れ替え制なしの3本立て（光音座1は2本立て）システム。ピンク映画人気下降、大蔵映画（およびオーピー映画）の製作数減少とともに、『光音座2』は新東宝、新日本映像、また新日本映像が権利を持つにっかつロマンポルノ作品も上映。『光音座1』ではゲイポルノの他にゲイをテーマにした一般作品の上映も行なっている。
「映画を観る場所であり、皆が仲良く話しが出来る社交の場にしたい」という先代の支配人の思いにより、土日のロビーでは競馬中継が流されており、立て看板には競馬が見れる場所という売り文句も掲げられている。近隣には徒歩2分の場所にウインズ横浜がある。

## 利用案内
いずれも2020年1月現在。※年末年始は変更有り。

### 光音座1
営業時間
- 月‐木 10：45‐21：00
- 金曜 10：45‐翌朝5：00
- 土曜 10：30‐翌朝5：00
- 日曜 10：30‐21：00

入館料
- 一般 1,580円（学生・会員割引 1,160円、夜間割引 840円）

### 光音座2
営業時間
- 月‐木 10：45‐21：00
- 金曜 10：45‐翌朝5：00
- 土曜 10：30‐翌朝5：00
- 日曜 10：30‐21：00

入館料
- 一般 1,260円（学割・シニア 1,050円、夜間割引 530円）